# Coronavirus humain HKU1
Betacoronavirus hongkongense
Espèce
Betacoronavirus hongkongense, aussi appelé coronavirus humain HKU1 (ancien nom scientifique Human coronavirus HKU1, acronyme HCoV-HKU1), est une espèce de coronavirus provenant de souris infectées. Chez l'humain, l'infection entraîne une maladie des voies respiratoires supérieures avec des symptômes du rhume, mais peut évoluer vers une pneumonie et une bronchiolite. Il a été découvert pour la première fois en janvier 2005 chez deux patients à Hong Kong. Des recherches ultérieures ont révélé qu'il avait une distribution mondiale et une genèse antérieure. 
Il s'agit d'un virus à ARN simple brin enveloppé, de sens positif, qui pénètre dans sa cellule hôte en se liant au récepteur de l'acide N-acétyl-9-O-acétylneuraminique. Il possède le gène de l'hémagglutinine estérase (HE), qui le distingue en tant que membre du genre Betacoronavirus et du sous-genre Embecovirus.

## Histoire
HCoV-HKU1 a été détecté pour la première fois en janvier 2005 chez un homme de 71 ans hospitalisé en raison de symptômes de détresse respiratoire aiguë et d'une pneumonie bilatérale confirmée par radiographie. L'homme était récemment revenu à Hong Kong de Shenzhen, en Chine,. 
HCoV-HKU1 est l'un des six coronavirus humains qui incluent HCoV-229E, HCoV-NL63, Betacoronavirus 1 (HCoV-OC43), MERS-CoV et SARSr-CoV (SARS-CoV-1 et SARS-CoV-2). Le génome de ce coronavirus présente une identité de séquence de 52 % avec le SARS-CoV-2. 
L'analyse phylogénétique montre que HCoV-HKU1 appartient au groupe 2 des coronavirus (à présent reconnu comme le genre Betacoronavirus) et qu'il est assez proche du coronavirus murin dont différentes souches infectent rats et souris (rat CoV Parker, virus de l'hépatite murine) et distinct des autres coronavirus humains dont HCoV-OC43. On considère que ce coronavirus humain dérive du coronavirus murin sans qu'un hôte intermédiaire n'ait été identifié.

## Épidémiologie
Une analyse rétrospective des aspirations nasopharyngées négatives au SRAS de patients atteints de maladie respiratoire au cours de la période du SRAS en 2003, a identifié la présence d'ARN de HCoV-HKU1 dans l'échantillon d'une femme de 35 ans atteinte de pneumonie. 
À la suite des premiers rapports de découverte du HCoV-HKU1, le virus a été identifié la même année chez 10 patients dans le nord de l'Australie. Des échantillons respiratoires ont été prélevés entre mai et août (hiver austral). La plupart des échantillons positifs pour le HCoV-HKU1 provenaient d'enfants au cours des derniers mois d'hiver. 
Les premiers cas connus dans l'hémisphère occidental ont été découverts en 2005 après avoir analysé des échantillons plus anciens par des virologues cliniques à l'hôpital de Yale-New Haven (en) à New Haven (Connecticut), qui étaient curieux de découvrir si le HCoV-HKU1 était dans leur région. Ils ont mené une étude sur des spécimens prélevés sur une période de 7 semaines (décembre 2001 - février 2002) chez 851 nourrissons et enfants. Les échantillons de neuf enfants se sont révélés positifs pour HCoV-HKU1; ces enfants avaient des infections des voies respiratoires au moment où les échantillons ont été prélevés (chez une fille, si sévère qu'une ventilation mécanique était nécessaire), tout en testant négatifs pour d'autres causes comme le virus respiratoire syncytial humain, les virus parainfluenza (types 1 à 3), les virus de la grippe A et B, et les adénovirus par dosage par immunofluorescence directe, ainsi que métapneumovirus humain et HCoV-NL63 par réaction en chaîne par polymérase après transcription inverse (RT-PCR). La similitude des souches identifiées à New Haven avec souche initialement trouvée à Hong Kong a suggéré une distribution mondiale de HCoV-HKU1.  
En juillet 2005, six cas ont été signalés en France en utilisant des techniques améliorées pour récupérer le virus des aspirations nasopharyngées et des échantillons de selles.